# Notsodipus bidgemia
Notsodipus bidgemia is een spinnensoort uit de familie Lamponidae. De soort komt voor in West-Australië.